# Armênios
Os armênios(pt-BR) ou arménios(pt-PT?) (em armênio: Հայեր, transl. Hayer) formam uma nação e um grupo étnico originário do Cáucaso e do Planalto Armênio. Constituem a maior parte da população da Armênia e da de fato independente República de Artsaque. Há uma ampla diáspora, estimando-se que haja entre 5 milhões e 8 milhões de pessoas de ascendência armênia vivendo fora da moderna Armênia.
Historicamente os armênios têm uma presença significativa em países como a Geórgia, Irã, Rússia e Ucrânia, devido à proximidade entre seus territórios. Depois do genocídio armênio um grande influxo de sobreviventes deslocou-se para a França, os Estados Unidos, Argentina, Brasil, o Levante e outros países que os acolheram. Estima-se que existam cerca de 6 a 8 milhões de armênios ao redor do mundo.
Cristianizada no início do século IV, a Armênia arsácida tornou-se a primeira nação cristã, embora o cristianismo tenha começado a se espalhar no país logo depois da morte de Cristo, devido aos esforços de dois de seus apóstolos, São Tadeu e São Bartolomeu; a maior parte dos armênios segue a Igreja Apostólica Armênia, uma igreja ortodoxa oriental. Falam dois dialetos diferentes, porém mutualmente inteligíveis do armênio: o armênio oriental é falado principalmente na Armênia, no Irã e nas repúblicas da antiga União Soviética, e o armênio ocidental é falado principalmente por imigrantes armênios ao redor do mundo.
No Brasil a comunidade armênia reúne entre 90 e 130 mil pessoas, que se concentram principalmente nas cidades de São Paulo e Osasco, onde se dedicam sobretudo ao comércio, especialmente de calçados.[carece de fontes?]

## Etimologia
Historicamente, o nome armênio foi usado para designar internacionalmente este grupo de pessoas; foi usado pela primeira vez pelos países vizinhos da antiga Armênia, e é tido tradicionalmente como derivado de Armenak, ou Aram, bisneto do bisneto de Haico (Haik), líder que, de acordo com a tradição armênia, seria o ancestral de todos os armênios, e que daria origem ao termo usado pelos próprios armênios para designar a si próprios: Hay (Հայ; plural: Հայեր, Hayer). Haico também é um nome popular armênio atualmente.

## Origens
A Armênia se encontra sobre um planalto que cerca as montanhas do Ararate, que, de acordo com a tradição judaico-cristã, seria o ponto onde a arca do patriarca Noé teria aportado após o Dilúvio. Na Era do Bronze diversos Estados floresceram na região da Grande Armênia, incluindo o Império Hitita (no auge de seu poder), Mitani (no sudoeste da Armênia histórica) e Haiasa-Azi (1 600 x–1 200 a.C.). Logo em seguida vieram os nairis (1 400–1 000 a.C.) e o Reino de Urartu (1 000–600 a.C.) que estabeleceram sucessivamente seus domínios sobre o Planalto Armênio. Cada uma destas nações e tribos participou da etnogênese do povo armênio. Erevã, a atual capital da Armênia, foi fundada em 782 a.C. pelo rei Arguisti I.
Em 1984, o linguista Thomas Gamkrelidze e o filólogo Vyacheslav V. Ivanov propuseram a teoria de que a urheimat do proto-indo-europeu seria localizada no Planato Armênio.